# Mantidactylus alutus
Espèce
Synonymes
- Rana aluta Peracca, 1893
- Mantidactylus laevis Angel, 1929

Statut de conservation UICN

 LC  : Préoccupation mineure
Mantidactylus alutus est une espèce d'amphibiens de la famille des Mantellidae.

## Répartition

Aire de répartition de Mantidactylus alutus.

Cette espèce est endémique de Madagascar. Elle se rencontre de 1 000 jusqu'à 2 000 m d'altitude de la réserve spéciale d'Ambohitantely jusqu'au parc national de Ranomafana,.

## Publications originales
- Angel, 1929 : Matériaux de la Mission G. Petit à Madagascar. Description de trois batraciens nouveaux appartenant aux genres Mantidactylus et Gephyromantis. Bulletin du Muséum National d'Histoire Naturelle, sér. 2, vol. 1, p. 358-362.
- Peracca, 1893 : Descrizione di nuove specie di rettili e anfibi di Madagascar. Bollettino dei Musei di Zoologia e Anatomia Comparata della R. Universita di Torino, vol. 8, no 156, p. 1-16 (texte intégral).